# Leptoplana schizoporellae
Leptoplana schizoporellae är en plattmaskart som beskrevs av Hallez 1893. Leptoplana schizoporellae ingår i släktet Leptoplana och familjen Leptoplanidae. Inga underarter finns listade i Catalogue of Life.